# 尤里斯·伊文思
尤里斯·伊文思（荷蘭語：Joris Ivens，1898年11月18日—1989年6月28日），男，荷兰纪录片导演。

## 生平
1898年出生于荷兰奈梅亨。曾在中国拍摄《四万万人民》、《愚公移山》、《风的故事》等作品。
1989年在法国巴黎逝世，享年90岁。